# Jean-Pierre Santa Cruz
Jean-Pierre Santa Cruz, né le 3 septembre 1938, à Sidi-Bel-Abbès (Algérie), et mort le 17 décembre 1995, à Dole (France), est un médecin et un homme politique français.

## Biographie
Jean-Pierre Santa Cruz est né le 3 septembre 1938, à Sidi Bel Abbès, en Algérie.
Il fait ses humanités à Tlemcen, puis entre à la faculté de médecine de l'université d’Alger. 
Rapatrié, il poursuit ses études dans les universités de Toulouse puis de Dijon, où il présente sa thèse de neuropsychiatrie en 1968. 
Parallèlement à ses études, il milite au PSU avant de rejoindre le PS en 1971.
 Cette même année, il est élu conseiller municipal à Damparis, puis conseiller général du Jura, en 1973, et maire de Dole, en 1977.
Il est réélu au conseil général en 1979, et devient député du Jura en 1981.
Gilbert Barbier, de l'UDF, lui succède à la mairie de Dole en 1983, puis à la députation de la deuxième circonscription du Jura, en 1986.
Cette même année Jean-Pierre Santa Cruz est élu conseiller régional de Franche-Comté.
En 1988, il remporte la députation de la troisième circonscription du Jura, créée deux ans auparavant, puis est réélu au conseil régional, en 1992. Gilbert Barbier lui succède à la députation en 1993.
Jean-Pierre Santa Cruz meurt des suites d'une longue maladie, le 17 décembre 1995, à Dole.